# Letzuana
Letzuana là một chi bọ cánh cứng trong họ Chrysomelidae.
Chi này được miêu tả khoa học năm 1934 bởi Chen.

## Các loài
Các loài trong chi này gồm:
- Letzuana costata Kimoto, 2000
- Letzuana minor Kimoto, 2000
- Letzuana thailandica Kimoto, 2000